# Luc Rombouts
Luc Rombouts (geboren 1962) is de stadsbeiaardier van Tienen, de beiaardier van de Vredesbeiaard in de Abdij van Park bij Leuven en van de twee universiteitsbeiaarden (de universiteitsbibliotheek en het Groot Begijnhof) van Leuven. Hij gaf talrijke concerten in Europa en de Verenigde Staten en trad op tijdens festivals en congressen. Samen met zijn collega Twan Bearda vormt hij het beiaardduo The Bells' Angels, dat het repertoire voor beiaard vierhandig exploreert, uitbreidt en regelmatig ten gehore brengt. 
Bovendien is Luc Rombouts in het bijzonder geïnteresseerd in historische en maatschappelijke aspecten van de beiaardcultuur, inclusief de betekenis van de beiaardcultuur als immaterieel cultureel erfgoed. In 2020 werd Rombouts door de stad Leuven en de KU Leuven aangesteld als curator van Beiaardcultuur Leuven.

## Biografie

### Studies
Luc Rombouts werd geboren op 25 april 1962 in Genk. In 1984 studeerde hij af als licentiaat in de klassieke filologie aan de KU Leuven. In 1986 behaalde hij zijn Master of Business Administration bij dezelfde instelling. Zijn muzikale carrière startte hij aan het Stedelijk Conservatorium te Hasselt waar hij de einddiploma's notenleer, piano, kamermuziek en muziekgeschiedenis behaalde. In 1987 studeerde hij af met grote onderscheiding en felicitaties van de jury voor zijn eindverhandeling aan het Hoger Instituut voor Beiaardkunst de Koninklijke Beiaardschool 'Jef Denyn' te Mechelen. In 2016 behaalde hij aan de Universiteit Utrecht cum laude een doctoraat in de geesteswetenschappen met een verhandeling over de oorsprong van de beiaard. 

### Carrière
Luc Rombouts is bijzonder gepassioneerd door de beiaard en zijn rijke geschiedenis. Hij heeft in dit vakgebied veel werk verricht om dit instrument en de cultuur hierrond te verrijken, uit te diepen en te promoten. Hij werkte mee aan de opname van de Vlaamse beiaardcultuur op de Inventaris Vlaanderen voor Immaterieel Cultureel Erfgoed in 2011 en aan een UNESCO-dossier, dat in 2014 leidde tot de erkenning van de beiaardcultuur in België als voorbeeldpraktijk in de omgang met immaterieel cultureel erfgoed. 
Onder zijn impuls werd het beiaardpatrimonium in Leuven verrijkt met instrumenten in het Groot Begijnhof (2009) en in de Abdij van Park (2018). Dit laatste instrument is het resultaat van een verzoeningsinitiatief tussen de steden Neuss en Leuven, een eeuw na de verwoesting van Leuven en zijn beiaard in de Eerste Wereldoorlog. Het instrument is een replica van de oorspronkelijke Noorden & De Gravebeiaard van de abdij en wordt geprofileerd als Vredesbeiaard. 
Wegens zijn verdiensten voor de beiaardkunst ontving Luc Rombouts in 1993 de Berkeley Medal, in 2011 de Visser-Neerlandiaprijs van het ANV en in 2017 de Jr. Jacob van Eyck oeuvreprijs van het Utrechts Klokkenluiders Gilde.

## Publicaties
In de jaren 90 publiceerde Luc Rombouts de 18e-eeuwse Leuvense beiaardmuziek die in die tijd herontdekt is. Voor zijn omvangrijke beiaardgeschiedenis Zingend Brons, 500 jaar Beiaardmuziek in de Lage Landen en de Nieuwe Wereld ontving hij in 2011 een gouden label van Klassiek Centraal en de Visser-Neerlandiaprijs van het Algemeen Nederlands Verbond.

### Afzonderlijke publicaties
- Economische analyse van het verschijnsel beiaard, Koninklijke Beiaardschool “Jef Denyn” Mechelen, Mechelen, 1987.
- Het liedeken van de Lovenaars. Een 18de-eeuws Leuvens beiaardhandschrift. Facsimile-uitgave met een inleiding door Luc Rombouts en Gilbert Huybens, Universitaire Pers Leuven, Leuven, 1990.
- Leuven Beiaardstad, toeristische brochure stad Leuven, Leuven, 1990.
- Matthias Vanden Gheyn, Preludia voor beiaard, Uitgeverij Alamire Peer, 1998 (samen met Gilbert Huybens).
- Mechelen, hoofdstad van de beiaard. Gids voor een beiaardwandeling door Mechelen, Dienst toerisme stad Mechelen, 1993.
- Proceedings of the 11th World Carillon Congress, August 9-13, 1998, Mechelen - Leuven, Mechelen – Leuven, 2000 (eindredactie).
- De beiaard. Een politieke geschiedenis,  Universitaire Pers Leuven, Leuven, 2009 - mederedacteur met Marnix Beyen en Staf Vos; inleiding en bijdrage  ’Het Mechels wonder. De beiaard tussen cultus en citymarketing').
- Zingend brons. Vijf eeuwen beiaardmuziek in de Lage Landen en de Nieuwe Wereld, Davidsfonds, Leuven, 2010.
- Singing Bronze. A History of Carillon Music, Leuven University Press, Leuven, 2014.
- Zingende Torens. Vlaamse beiaarden in beeld / Singing Towers. Flemish carillons in pictures, Davidsfonds / WPG, Leuven, 2010 (samen met Andreas Dill).
- De Vredesbeiaard van de Abdij van Park. Zoektocht naar verloren klank (met foto's van Andreas Dill), Uitgeverij Averbode, Averbode, 2019.
- De oorsprong van de beiaard. Voorlopers, ontstaan en ontwikkeling tot 1530, Skribis, Gent, 2019.

### Artikelen in publicaties
- De bloeitijd van de beiaardkunst (1645-1793), in Gilbert Huybens (ed.), Beiaarden en torens in België, (Musea Nostra, buiten reeks), Gent, 1994, p. 25-34.
- In Search of the Origin of the Carillon. An Interdisciplinary Approach, in Roslyn Cox and Adrian Patrick Gebruers, Proceedings of the 13th World Carillon Congress, 28 July-1 August 2002, Cobh/Cork, p. 32-39.
- Klokken en beiaard in de Sint-Martinuskerk van Wezemaal, in Bart Minnen (ed.), Den heyligen sant al in Brabant. De Sint-Martinuskerk van Wezemaal en de cultus van Sint-Job 1000-2000, Averbode (Altiora), 2011.
- Over klokken en zotten in Aalst en Ronse, in Beiaarden in Oost-Vlaanderen, Gent, 1995.
- The Birth of the Concert Carillon in Europe: A Delivery of Four Centuries, in Karel & Linda Keldermans, Proceedings of the 12th World Carillon Congress, Springfield, Illinois, July 2-7, 2000, p. 86-92.

### Artikelen in tentoonstellingscatalogi
- Stad met klank. Vijf eeuwen klokken en klokkengieters te Leuven, Leuven, 1990.
- Stadscultuur in Vlaanderen, tentoonstelling Gemeentekrediet van België, 1991.

### Artikelen in naslagwerken
- Artikels Carillon en Vanden Gheyn, Matthias, in The New Grove Dictionary of Music and Musicians, Second Edition (2000).

### Artikelen in tijdschriften
- An American in Louvain: Arthur Bigelow’s Years in Belgium, in Bulletin of the Guild of Carillonneurs in North America, nr. 61, 2012, p. 25-40.
- Beiaard voor 10 fr. per kop, in Standaard der Letteren, 16/1/1988.
- Campanomanie of de andere zijde van de klokkenkunde, in Klok en klepel 50, juni 1993, p. 18-31.
- Carillonneurs at Work: A Guided Tour through Pictures New and Old, in Bulletin of the Guild of Carillonneurs in North America, 63,1, 2014, p. 3-32.
- Beiaardcultuur in de 21ste eeuw in Ons Erfdeel, 2018,2, p. 110-115.
- Het gevarieerde beiaardlandschap van Oost-Brabant, in Meer schoonheid 40, nr. 4, 1993, p. 99-106.
- De beiaard in de 18de eeuw in Vlaanderen, in Vlaanderen 40, nr. 5 (nr. 238), november-december 1991, p. 19-22.
- De beiaardpreludia van Matthias Vanden Gheyn, in Musica Antiqua, 15,2, mei 1998, p. 55-58 (samen met Gilbert Huybens).
- De oude Brabantse en Vlaamse jaquemarts, in Nieuwsbrief Campanae Lovanienses 11,3, november 1998, p. 41-49.
- Het automatisch speelwerk of de charme van de eentonigheid, in Nieuwsbrief Campanae Lovanienses 5,3, oktober 1992, p. 42-51.
- Het beiaardreservaat, in Klok en klepel 42, juni 1989, pp. 21-25.
- Jef Denyn (1862-1941), in Infomap Verbond der Vlaamse Academici Mechelen, 1988-1989, 3, p. 9-14.
- Klokken en beiaarden : fierheid en verdriet van Vlaanderen, in Vlaanderen 48, nr. 4 (nr. 277), september-oktober 1999, p. 201-204.
- Nieuwe kansen voor de kennis van klokken en beiaarden, in Meta, tijdschrift voor bibliotheek en archief, 2013, 5, p. 19-23.
- Over Ridder Xavier van Elewyck. Nieuwe bevindingen betreffende een recente musicologische vondst, in Musica Antiqua, 7,2, mei 1990, p. 75-82 (samen met Gilbert Huybens).
- The Broken Bells of Flanders. De betekenis van de Belgische klokken en beiaarden tijdens de Eerste Wereldoorlog, in In Flanders Fields Museum. Jaarboek, 2014, pp. 4-27 (samen met David Proot).
- Tweehonderd jaar Westminster Quarters in de “ether”, in Nieuwsbrief Campanae Lovanienses 6,1 , mei 1993, p. 2-5.
- Vlaamse beweging en beiaardkunst, in WT. Tijdschrift over de geschiedenis van de Vlaamse beweging 2023/3, p. 260-268.
- Wanneer zal de beiaard spelen? Klassieke conditionering en de tijdsbepaling van beiaardbespelingen, in Klok en klepel 43, december 1989, p. 5-17.